# 多鳞铲颌鱼
多鳞铲颌鱼又名多鳞白甲鱼（学名：Onychostoma macrolepis）为輻鰭魚綱鯉形目鲤科白甲鱼属的鱼类，俗名泉鱼，是中国的特有物种。分布于长江、淮河、渭河及海河的上游滹沱河等，常栖息于山区河溪、水质清澈以及多砾石的水，體長可達26.5公分，體重可達296.7公克。该物种的模式产地在长江。

## 扩展阅读
- 黄河土著鱼类列表